# Abu Dhabi Amiri Flight
Abu Dhabi Amiri Flight jest organizacją odpowiedzialną za lotniczy transport członków rządu Zjednoczonych Emiratów Arabskich.

## Flota
Flota Abu Dhabi Amiri Flight składa się z:(na styczeń 2014):